# Chiesa di Santa Maria (Limite)
La chiesa di Santa Maria a Limite si trova nel comune di Capraia e Limite, in provincia di Firenze, diocesi di Pistoia.

## Storia e descrizione
Documentata dalla prima metà del XII secolo,  la chiesa fu unita nel XVII secolo all'ospedale degli Innocenti di Firenze; è stata radicalmente trasformata nei secoli XVIII e XIX.
All'interno si conservano l'Annunciazione tra i santi Francesco e Antonio da Padova del secolo XVI-XVII, e la Madonna del Rosario e santi di Giovanni Battista Cartei (1631). Il rilievo col Duello di cavalieri proviene dalla chiesa di San Jacopo a Pulignano, e risale al XII-XIII secolo.